# Гала-Нефі (район)
Гала-Нефі — район зоби (провінції) Маекел, що в Еритреї. Столиця — місто Гала-Нефі.